# Luthierías
Luthierías es un espectáculo del grupo humorístico de instrumentos informales Les Luthiers. Se estrenó el jueves, 21 de mayo de 1981 en Teatro Astengo (Rosario, Argentina) y su última representación fue dada el domingo, 18 de marzo de 1984 en Teatro Mella (La Habana, Cuba).
En el libro Les Luthiers de la L a la S a cada luthier se le pidió, entre otras cosas, que nombrara el mejor espectáculo hecho por Les Luthiers hasta esa fecha (1991). Varios de ellos se referirieron a este espectáculo como uno de los mejores.
No existe un video oficial que contenga este espectáculo en su totalidad, pero algunas de sus obras aparecen, como "bonus track", en las grabaciones Humor dulce hogar y Viegésimo aniversario. Existe una versión completa, aunque con una calidad extremadamente deficiente.

## Instrumentos estrenados
- "Órgano de campaña", en la obra "Marcha de la conquista". Su intérprete era Carlos Núñez Cortés.

## Integrantes
- Ernesto Acher
- Carlos López Puccio
- Jorge Maronna
- Marcos Mundstock
- Carlos Núñez Cortés
- Daniel Rabinovich

## Programa
- "Marcha de la Conquista" (marcha forzada)
- "Bolero de los Celos" (trío pecaminoso)
- "Cuarteto Op. 44" (cuarteto para quinteto)
- "El Poeta y el Eco" (canción...ón...ón)
- "Papa Garland Had a Hat and a Jazz Band and a Mat and a Black Fat Cat" (rag)
- "Las Majas del Bergantín" (zarzuela náutica)
- "Añoralgias" (zamba/catástrofe)
- "Homenaje a Huesito Williams" (top ten shits)

### Fuera de Programa (Alternativos)
- "La Bella y Graciosa Moza Marchóse a Lavar la Ropa" (madrigal, 1977).
- "Teorema de Thales" (divertimento matemático, 1967).
- "Canción para Moverse" (canción infantil en 12 movimientos, 1979).

### Curiosidades
- En las giras internacionales la zamba "Añoralgias" usaba una introducción distinta a la de las giras por Argentina.
- En algunas giras internacionales se suprimía la zamba "Añoralgias" y se reemplazaba por "Kathy, la Reina del Saloon" (1977).